# (5785) Fulton
(5785) Fulton – planetoida z pasa głównego asteroid okrążająca Słońce w ciągu 4 lat i 59 dni w średniej odległości 2,59 j.a. Została odkryta 17 marca 1991 roku przez Eleanor Helin. Przed nadaniem nazwy planetoida nosiła oznaczenie tymczasowe (5785) 1991 FU.